# Yimnashana theae
Yimnashana theae là một loài bọ cánh cứng trong họ Cerambycidae.